# 1 000 kilomètres de Fuji 1989 (JSPC)
Navigation
Édition précédente Édition suivante
Les 1 000 kilomètres de Fuji 1989 (officiellement appelé les 1989 JAF Grand Prix All Japan Fuji 1000 km), disputées le 30 avril 1989 sur le Fuji Speedway, ont été la deuxième manche du Championnat du Japon de sport-prototypes 1989.

## La course

### Classement de la course
Voici le classement officiel au terme de la course,.
- Les premiers de chaque catégorie du championnat du monde sont signalés par un fond jaune.
- Pour la colonne Pneus, il faut passer le curseur au-dessus du modèle pour connaître le manufacturier de pneumatiques.
- Les voitures ne réussissant pas à parcourir 75% de la distance du gagnant sont non classées (NC).

| Pos  | Classe | no  | Écurie                             | Pilotes                                           | Châssis                              | Pneus | Tours | Temps        |
| Pos  | Classe | no  | Écurie                             | Pilotes                                           | Moteur                               | Pneus | Tours | Temps        |
| ---- | ------ | --- | ---------------------------------- | ------------------------------------------------- | ------------------------------------ | ----- | ----- | ------------ |
| 1    | C1     | 55  | Omron Racing                       | Vern Schuppan Eje Elgh Keiji Matsumoto            | Porsche 962C                         | D     | 224   | 5:30:36.816  |
| 1    | C1     | 55  | Omron Racing                       | Vern Schuppan Eje Elgh Keiji Matsumoto            | Porsche Type-935 3,0 l Flat-6 Turbo  | D     | 224   | 5:30:36.816  |
| 2    | C1     | 100 | Trust Racing Team                  | George Fouché Steven Andskär                      | Porsche 962C GTi                     | D     | 224   | + 14 s 399   |
| 2    | C1     | 100 | Trust Racing Team                  | George Fouché Steven Andskär                      | Porsche Type-935 3,0 l Flat-6 Turbo  | D     | 224   | + 14 s 399   |
| 3    | C1     | 24  | Nissan Motorsport                  | Masahiro Hasemi Anders Olofsson                   | Nissan R88C                          | B     | 223   | + 1 tour     |
| 3    | C1     | 24  | Nissan Motorsport                  | Masahiro Hasemi Anders Olofsson                   | Nissan VRH30 3,0 l V8 Turbo          | B     | 223   | + 1 tour     |
| 4    | C1     | 25  | Advan Alpha Nova                   | Kunimitsu Takahashi Stanley Dickens               | Porsche 962C                         | Y     | 223   | + 1 tour     |
| 4    | C1     | 25  | Advan Alpha Nova                   | Kunimitsu Takahashi Stanley Dickens               | Porsche Type-935 3,0 l Flat-6 Turbo  | Y     | 223   | + 1 tour     |
| 5    | C1     | 16  | Leyton House Racing Team           | Masanori Sekiya Hideki Okada                      | Porsche 962C CK6                     | B     | 220   | + 4 tours    |
| 5    | C1     | 16  | Leyton House Racing Team           | Masanori Sekiya Hideki Okada                      | Porsche Type-935 3,0 l Flat-6 Turbo  | B     | 220   | + 4 tours    |
| 6    | C1     | 23  | Nissan Motorsport                  | Kazuyoshi Hoshino Toshio Suzuki                   | Nissan R88C                          | B     | 214   | + 10 tours   |
| 6    | C1     | 23  | Nissan Motorsport                  | Kazuyoshi Hoshino Toshio Suzuki                   | Nissan VRH30 3,0 l V8 Turbo          | B     | 214   | + 10 tours   |
| 7    | C1     | 85  | Cabin Racing Team With Team LeMans | Takao Wada Akio Morimoto (ja)                     | March 88S                            | Y     | 212   | + 12 tours   |
| 7    | C1     | 85  | Cabin Racing Team With Team LeMans | Takao Wada Akio Morimoto (ja)                     | Nissan VG30 3,0 l V6 Turbo           | Y     | 212   | + 12 tours   |
| 8    | C1     | 36  | Toyota Team TOM'S                  | Geoff Lees Hitoshi Ogawa                          | Toyota 89C-V                         | B     | 211   | + 13 tours   |
| 8    | C1     | 36  | Toyota Team TOM'S                  | Geoff Lees Hitoshi Ogawa                          | Toyota R32V 3,2 l V8 Turbo           | B     | 211   | + 13 tours   |
| 9    | GTP    | 202 | Mazdaspeed                         | Yoshimi Katayama Yōjirō Terada Takashi Yorino     | Mazda 767B                           | D     | 205   | + 19 tours   |
| 9    | GTP    | 202 | Mazdaspeed                         | Yoshimi Katayama Yōjirō Terada Takashi Yorino     | Mazda 13J 2,6 l 4-Rotor              | D     | 205   | + 19 tours   |
| 10   | C1     | 50  | Tenoras Toyota SARD Racing Team    | Roland Ratzenberger Keiichi Suzuki Kouji Satou    | Toyota 89C-V                         | D     | 205   | + 19 tours   |
| 10   | C1     | 50  | Tenoras Toyota SARD Racing Team    | Roland Ratzenberger Keiichi Suzuki Kouji Satou    | Toyota R32V 3,2 l V8 Turbo           | D     | 205   | + 19 tours   |
| 11   | GTP    | 240 | Katayama Racing                    | Toshihiko Nogami Syuuji Kasuya Yoshiyuki Ogura    | Mazda 757                            | D     | 197   | + 27 tours   |
| 11   | GTP    | 240 | Katayama Racing                    | Toshihiko Nogami Syuuji Kasuya Yoshiyuki Ogura    | Mazda 13G 2,0 l 3-Rotor              | D     | 197   | + 27 tours   |
| 12   | GTP    | 230 | Shizumats Racing                   | Tetsuji Shiratori Syuuji Fujii Seisaku Suzuki     | Mazda 757                            | D     | 195   | + 29 tours   |
| 12   | GTP    | 230 | Shizumats Racing                   | Tetsuji Shiratori Syuuji Fujii Seisaku Suzuki     | Mazda 13G 2,0 l 3-Rotor              | D     | 195   | + 29 tours   |
| 13   | C1     | 26  | Advan Alpha Tomei                  | Kazuo Mogi Kenji Takahashi                        | Porsche 962C                         | Y     | 190   | + 34 tours   |
| 13   | C1     | 26  | Advan Alpha Tomei                  | Kazuo Mogi Kenji Takahashi                        | Porsche Type-935K 2,9 l Flat-6 Turbo | Y     | 190   | + 34 tours   |
| Abd. | C1     | 7   | The Alpha Racing with Brun         | Oscar Larrauri Maurizio Sandro Sala               | Porsche 962C                         | Y     | 76    | Turbo        |
| Abd. | C1     | 7   | The Alpha Racing with Brun         | Oscar Larrauri Maurizio Sandro Sala               | Porsche Type-935 3,0 l Flat-6 Turbo  | Y     | 76    | Turbo        |
| Abd. | C1     | 27  | FromA Racing                       | Akihiko Nakaya Harald Grohs                       | Porsche 962C                         | B     | 31    | Moteur       |
| Abd. | C1     | 27  | FromA Racing                       | Akihiko Nakaya Harald Grohs                       | Porsche Type-935 3,0 l Flat-6 Turbo  | B     | 31    | Moteur       |
| Abd. | C1     | 22  | Alpha Cubic Racing Team            | Naoki Nagasaka Chiyomi Totani                     | Porsche 962CK6                       | D     | 27    | Différentiel |
| Abd. | C1     | 22  | Alpha Cubic Racing Team            | Naoki Nagasaka Chiyomi Totani                     | Porsche Type-935 3,0 l Flat-6 Turbo  | D     | 27    | Différentiel |
| Abd. | C1     | 88  | British Barn Racing Team           | Kiyoshi Misaki (en) Jirou Yoneyama Hideo Fukuyama | BB 89R                               | D     | 12    | Moteur       |
| Abd. | C1     | 88  | British Barn Racing Team           | Kiyoshi Misaki (en) Jirou Yoneyama Hideo Fukuyama | Ford Cosworth DFZ 3,5 l V8 Atmo      | D     | 12    | Moteur       |

## Pole position et record du tour
- Pole position :  Masahiro Hasemi (#24 Nissan Motorsport) en 1 min 17 s 293
- Meilleur tour en course :  Hitoshi Ogawa (#36 Toyota Team Tom’s) en 1 min 21 s 518

## À noter
- Longueur du circuit : 4,470 km
- Distance parcourue par les vainqueurs : 1 001,280 km